# Stictomorphna parvimaculata
Stictomorphna parvimaculata är en kackerlacksart som beskrevs av Bruijning 1948. Stictomorphna parvimaculata ingår i släktet Stictomorphna och familjen jättekackerlackor. Inga underarter finns listade i Catalogue of Life.